# Liste der Monuments historiques in Nogent-lès-Montbard
Die Liste der Monuments historiques in Nogent-lès-Montbard führt die Monuments historiques in der französischen Gemeinde Nogent-lès-Montbard auf.

## Liste der Objekte
| Bezeichnung          | Beschreibung                                        | Standort                         | Kennzeichnung | Schutzstatus | Datum | Bild |
| -------------------- | --------------------------------------------------- | -------------------------------- | ------------- | ------------ | ----- | ---- |
| Zwei Reliquienbüsten | Holz, farbig gefasst und vergoldet, 17. Jahrhundert | in der Kirche St-Gengoulf (Lage) | PM21003549    | Inscrit      | 1975  |      |
| Kasel                | Stoff, bestickt, 18. Jahrhundert                    | in der Kirche St-Gengoulf (Lage) | PM21003550    | Inscrit      | 1975  |      |
| Weihwassereimer      | Zinn, 18. Jahrhundert                               | in der Kirche St-Gengoulf (Lage) | PM21003551    | Inscrit      | 1975  |      |